# COCO (Nhóm nhạc)
COCO (Hangul:) là nhóm nhạc Hàn Quốc thuộc quyền quản lý của Fancy Factory (Choomseory Dance Academy & Company). Nhóm xuất hiện lần đầu tiên với 7 thành viên vào ngày 28 tháng 1 năm 2019 với ca khúc Talk Talk và mini album đầu tay cùng tên. Các thành viên gồm: Jihyun, Sumin (Trưởng nhóm), Seoha, Minseo, Suhyeon, Hyojeong, Youngchae.
"Sau một thời gian đào tạo, các cô gái nhỏ này đã phát triển và hoàn thiện cả về giọng hát và vũ đạo" – Đại diện của công ty tự tin tiết lộ. Nhóm trực thuộc nhóm nhảy Mademoiselle và có tên fan là "Ribbion"- có nghĩa là sự ngộ nghĩnh đáng yêu đúng theo hướng mà COCO đang làm theo.

## Ra mắt
Ngày 24 tháng 1 năm 2019, Fancy Factory tung 1 đoạn teaser thông báo sẽ cho ra mắt 1 nhóm nhạc nữ nhí với ca khúc Talk Talk. Ngày 28 tháng 1, COCO chính thức debut trong sự ngỡ ngàng của khán giả vì độ tuổi của nhóm.
Nhóm mang tên COCO hay còn viết CoCo mang đậm phong cách trẻ trung và năng động của nhóm đúng với độ tuổi của mình. Các thành viên trong nhóm đều có cá tính và tài năng riêng. Em út Youngchae đã xuất sắc khi cover lại ca khúc The Fire Woman của Alicia Keys được đăng lên YouTube ngày 8 tháng 2 năm 2019 và nhận được nhiều lời khen cho cô bé nhỏ tuổi tài năng này.
Nhóm thuộc nhóm nhảy Mademoiselle và nhóm thường cover lại các ca khúc nổi tiếng của các đàn anh đàn chị như: Blackpink, Itzy, Twice, (G)I-DLE,...

## Sự nghiệp
COCO sau khi ra mắt MV Talk Talk và trình diễn ca khúc lần đầu tiên tại 1 showcase nhỏ, ngay sau đó nhóm tung 1 video dance practice thể hiện vũ đạo nhí nhảnh của nhóm.
Ngày 10 tháng 7 năm 2019, COCO được lần đầu tiên tham gia sự kiện 'The 8th Anniversary of the Babirun' tại Trung Quốc
Ngày 1 tháng 11 nhóm cho ra mắt sản phẩm âm nhạc "Perfume" dưới dạng 1 performance video
Đầu năm 2020 nhóm công bố đội hình thế hệ 2 gồm các thành viên: Lee Jihyun, Shin Yejin, Choi Minjeong, Ju Hyorin, Ryu Youngchae, Nam Gayoon và Nam Dayoon. Họ đã cho ra mắt MV thứ hai "Be Quiet". Sau khi ra mắt MV này, các thành viên Yejin, Hyorin, Gayoon và Dayoon rời nhóm. Cùng với sự trở lại của thành viên Minseo, hai thành viên tiếp theo gia nhập nhóm là Choi Youngseo và Hyun Jinseo

## Tranh cãi
Nhóm ra mắt với độ tuổi từ 12 đến 15 tức là sinh năm 2005 đến 2008. Fan cho rằng độ tuổi của nhóm còn quá nhỏ để tiếp xúc với nền giải trí Hàn Quốc nên ca khúc không được công ty quảng bá quá nhiều.

## Thành viên
| Nghệ danh | Nghệ danh | Tên khai sinh  | Tên khai sinh | Tên khai sinh   | Thế hệ | Ngày sinh         | Vị trí                                 |
| Latinh    | Hangul    | Latinh         | Hangul        | Hán Việt        | Thế hệ | Ngày sinh         | Vị trí                                 |
| --------- | --------- | -------------- | ------------- | --------------- | ------ | ----------------- | -------------------------------------- |
| Jihyun    | 지현      | Lee Ji-hyun    | 이지현        | Lý Trí Hân      | 1st    | 2 tháng 1, 2005   | Hát phụ, Nhảy phụ                      |
| Sumin     | 수민      | Sin Su-min     | 신수민        | Thân Thế Mẫn    | 1st    | 12 tháng 3, 2006  | Trưởng nhóm, Hát phụ, Nhảy dẫn         |
| Yejin     | 예진      | Sin Ye-jin     | 신예진        | Thân Yến Trí    | 2nd    | 16 tháng 8, 2006  | Nhảy chính, Hát phụ                    |
| Seoha     | 서하      | Park Seo-ha    | 박서하        | Phác Xuân Hà    | 1st    | 30 tháng 1, 2007  | Rap chính, Hát phụ, Nhảy phụ           |
| Minseo    | 민서      | Beak Min-seo   | 백민서        | Bá Minh Xuân    | 1st    | 5 tháng 4, 2007   | Nhảy phụ, Visual                       |
| Youngseo  | 영서      | Choi Youngseo  | 최영서        | Châu Anh San    | 3rd    | 2 tháng 5, 2007   | Nhảy dẫn                               |
| Suhyeon   | 수현      | Kim Su-hyeon   | 김수현        | Kim Thế Huyền   | 1st    | 26 tháng 5, 2007  | Hát dẫn, Center                        |
| Hyojeong  | 효정      | Lim Hyo-jeong  | 임효정        | Lâm Huy Duyên   | 1st    | 28 tháng 10, 2007 | Nhảy chính, Hát phụ                    |
| Minjung   | 민정      | Choi Min-jung  | 최민정        | Châu Mẫn Duyên  | 2nd    | 3 tháng 1, 2008   | Center, Hát phụ, Nhảy phụ              |
| Youngchae | 영채      | Ryu Young-chae | 류영채        | Triệu Anh Thái  | 1st    | 10 tháng 1, 2008  | Hát chính, Rap phụ, Nhảy phụ           |
| Hyolin    | 효린      | Joo Hyolin     | 주효린        | Trương Huy Linh | 3rd    | 11 tháng 12, 2008 | Hát phụ, Rap dẫn                       |
| Jinseo    | 진서      | Hyun Jinseo    | 현진서        | Hoàng Trân Xuân | 3rd    | 22 tháng 1, 2009  | Face of the group, Hát phụ, Nhảy chính |
| Dauyn     | 다윤      | Nam Dayun      | 남다윤        | Nhân Dã Uyên    | 2nd    | 26 tháng 8, 2009  | Hát dẫn                                |
| Gayun     | 가윤      | Nam Gayun      | 남가윤        | Nhân Gia Uyên   | 2nd    | 26 tháng 8, 2009  | Hát dẫn                                |

## Video âm nhạc
| Năm  | Ngày phát hành | Tên       | Đạo diễn      | Album            |
| ---- | -------------- | --------- | ------------- | ---------------- |
| 2019 | 28 tháng 1     | Talk Talk | Fancy Factory | CoCo's Talk Talk |
| 2019 | 1 tháng 11     | Perfume   | Fancy Factory | Không có         |
| 2020 | 11 tháng 11    | Be Quiet  | Fancy Factory | Không có         |